# Liga Mexicana del Pacífico 1989-90
La Temporada 1989-90 de la Liga Mexicana del Pacífico fue la 32.ª edición, llevó el nombre de Esteban Pérez González y comenzó el 10 de octubre de 1989.
Esta temporada contó con el regreso de Algodoneros de Guasave y Potros de Tijuana, la liga nuevamente se dividió en dos zonas  (Norte y Sur), se continua con el sistema de competencia de puntos, dividiendo la temporada en dos vueltas y se redujo el calendario de 86 a 70 juegos.
Durante esta temporada se lanzaron dos juegos sin hit ni carrera, uno de ellos en temporada regular y el otro en play-offs, además se lanzó el segundo juego perfecto en la historia de la LMP.
La temporada finalizó el 28 de enero de 1990, con la coronación de los Naranjeros de Hermosillo al vencer 4-1 en serie final a los Mayos de Navojoa.

## Sistema de competencia

### Temporada regular
La temporada regular se dividió en dos vueltas, abarcando un total de 70 juegos a disputarse para cada uno de los diez clubes. Al término de cada mitad, se asigna un puntaje que va de 1 a 5 puntos en forma ascendente, según la clasificación (standing) general de cada club. El equipo con mayor puntaje se denomina campeón del rol regular. A continuación se muestra la distribución de dicho puntaje:
- Primera posición: 5 puntos
- Segunda: 4 puntos
- Tercera: 3 puntos
- Cuarta: 2 puntos
- Quinta: 1 puntos

### Postemporada
Tras el término de la temporada regular, los ocho equipos con mayor puntaje sobre la base de las dos vueltas de la temporada regular pasan a la etapa denominada postemporada (Play-offs) donde deben ganar 5 de 9 juegos para avanzar. De esta manera, el cuarto se enfrenta como visitante al segundo del standing en una serie, mientras que el primero y el tercero hacen lo mismo a su vez.

### Semifinal
Para la etapa de semifinales, los equipos que ganen la serie del primer play-offs se enfrentan en una serie de nueve juegos donde deben ganar cinco para avanzar a la final.

### Final
Se da entre los equipos que ganaron en la etapa de Semifinal, a ganar 4 de 7 juegos.

## Calendario
- Número de Juegos: 70 juegos

## Datos Sobresalientes
- Ildefonso Velázquez, lanza un juego sin hit ni carrera el 11 de octubre de 1989, con los Ostioneros de Guaymas en contra de Naranjeros de Hermosillo, siendo el número 32 de la historia de la LMP.

- Andrés Cruz, lanza un juego sin hit ni carrera el 14 de enero de 1990, con los Venados de Mazatlán en contra de Mayos de Navojoa, siendo el número 2 de la historia de la LMP lanzado en play-offs.

- Jesús Moreno, lanzó un juego perfecto el 19 de octubre de 1989, con Cañeros de Los Mochis en contra de Yaquis de Ciudad Obregón, siendo el número 2 en la historia de la LMP.

## Equipos participantes
| Liga Mexicana del Pacífico 1989-90 |                          |           |             |                           |                          |           |
| Zona                               | Equipo                   | Fundación | Mánager     | Ciudad                    | Estadio                  | Capacidad |
| Norte                              | Águilas de Mexicali      | 1948      | Por definir | Mexicali, Baja California | Nido de los Águilas      | 9,000     |
| Norte                              | Naranjeros de Hermosillo | 1944      | Por definir | Hermosillo, Sonora        | Héctor Espino            | 10,000    |
| Norte                              | Ostioneros de Guaymas    | 1945      | Por definir | Guaymas, Sonora           | "Abelardo L. Rodríguez"  | 5,000     |
| Norte                              | Potros de Tijuana        | 1948      | Por definir | Tijuana, Baja California  | Cerro Colorado           | 10,000    |
| Norte                              | Yaquis de Ciudad Obregón | 1947      | Por definir | Ciudad Obregón, Sonora    | Tomás Oroz Gaytán        | 10,000    |
| Sur                                | Algodoneros de Guasave   | 1970      | Por definir | Guasave, Sinaloa          | Francisco Carranza Limón | 8,000     |
| Sur                                | Cañeros de Los Mochis    | 1947      | Por definir | Los Mochis, Sinaloa       | Emilio Ibarra Almada     | 6,000     |
| Sur                                | Mayos de Navojoa         | 1950      | Por definir | Navojoa, Sonora           | Manuel Ciclón Echeverría | 8,000     |
| Sur                                | Tomateros de Culiacán    | 1965      | Por definir | Culiacán, Sinaloa         | General Ángel Flores     | 10,000    |
| Sur                                | Venados de Mazatlán      | 1945      | Por definir | Mazatlán, Sinaloa         | Teodoro Mariscal         | 6,000     |

## Standings

### Primera Vuelta
| Zona Norte               | Zona Norte | Zona Norte | Zona Norte | Zona Norte | Zona Norte | Zona Norte | Zona Norte |
| Equipo                   | JJ         | JG         | JP         | JE         | PCT        | JV         | PTS        |
| ------------------------ | ---------- | ---------- | ---------- | ---------- | ---------- | ---------- | ---------- |
| Naranjeros de Hermosillo | 34         | 20         | 14         | -          | .588       | -          | 5          |
| Águilas de Mexicali      | 35         | 20         | 15         | -          | .571       | 0.5        | 4          |
| Ostioneros de Guaymas    | 35         | 18         | 17         | -          | .514       | 2.5        | 3          |
| Yaquis de Ciudad Obregón | 33         | 13         | 20         | -          | .394       | 6.5        | 2          |
| Potros de Tijuana        | 35         | 10         | 25         | -          | .286       | 10.5       | 1          |

| Zona Sur               | Zona Sur | Zona Sur | Zona Sur | Zona Sur | Zona Sur | Zona Sur | Zona Sur |
| Equipo                 | JJ       | JG       | JP       | JE       | PCT      | JV       | PTS      |
| ---------------------- | -------- | -------- | -------- | -------- | -------- | -------- | -------- |
| Tomateros de Culiacán  | 35       | 20       | 15       | -        | .571     | -        | 5        |
| Cañeros de Los Mochis  | 34       | 19       | 15       | -        | .559     | 0.5      | 4        |
| Mayos de Navojoa       | 34       | 19       | 15       | -        | .559     | 0.5      | 3        |
| Venados de Mazatlán    | 33       | 17       | 16       | -        | .515     | 2.0      | 2        |
| Algodoneros de Guasave | 34       | 15       | 19       | -        | .441     | 4.5      | 1        |

### Segunda vuelta
| Zona Norte               | Zona Norte | Zona Norte | Zona Norte | Zona Norte | Zona Norte | Zona Norte | Zona Norte |
| Equipo                   | JJ         | JG         | JP         | JE         | PCT        | JV         | PTS        |
| ------------------------ | ---------- | ---------- | ---------- | ---------- | ---------- | ---------- | ---------- |
| Naranjeros de Hermosillo | 35         | 26         | 9          | -          | .743       | -          | 5          |
| Águilas de Mexicali      | 35         | 20         | 15         | -          | .571       | 6.0        | 4          |
| Yaquis de Ciudad Obregón | 34         | 18         | 16         | -          | .529       | 7.5        | 3          |
| Ostioneros de Guaymas    | 33         | 9          | 24         | -          | .273       | 16.0       | 2          |
| Potros de Tijuana        | 34         | 7          | 27         | -          | .206       | 18.5       | 1          |

| Zona Sur               | Zona Sur | Zona Sur | Zona Sur | Zona Sur | Zona Sur | Zona Sur | Zona Sur |
| Equipo                 | JJ       | JG       | JP       | JE       | PCT      | JV       | PTS      |
| ---------------------- | -------- | -------- | -------- | -------- | -------- | -------- | -------- |
| Algodoneros de Guasave | 34       | 21       | 13       | -        | .618     | -        | 5        |
| Venados de Mazatlán    | 35       | 20       | 15       | -        | .571     | 1.5      | 4        |
| Mayos de Navojoa       | 33       | 17       | 16       | -        | .515     | 3.5      | 3        |
| Cañeros de Los Mochis  | 35       | 17       | 18       | -        | .486     | 4.5      | 2        |
| Tomateros de Culiacán  | 34       | 16       | 18       | -        | .471     | 5.0      | 1        |

### General
| Zona Norte               | Zona Norte | Zona Norte | Zona Norte | Zona Norte | Zona Norte | Zona Norte | Zona Norte |
| Equipo                   | JJ         | JG         | JP         | JE         | PCT        | JV         | PTS        |
| ------------------------ | ---------- | ---------- | ---------- | ---------- | ---------- | ---------- | ---------- |
| Naranjeros de Hermosillo | 69         | 46         | 23         | -          | .667       | -          | 10         |
| Águilas de Mexicali      | 70         | 40         | 30         | -          | .571       | 6.5        | 8          |
| Yaquis de Ciudad Obregón | 67         | 31         | 36         | -          | .463       | 14.0       | 5          |
| Ostioneros de Guaymas    | 68         | 27         | 41         | -          | .397       | 18.5       | 5          |
| Potros de Tijuana        | 69         | 17         | 52         | -          | .246       | 29.0       | 2          |

| Zona Sur               | Zona Sur | Zona Sur | Zona Sur | Zona Sur | Zona Sur | Zona Sur | Zona Sur |
| Equipo                 | JJ       | JG       | JP       | JE       | PCT      | JV       | PTS      |
| ---------------------- | -------- | -------- | -------- | -------- | -------- | -------- | -------- |
| Venados de Mazatlán    | 68       | 37       | 31       | -        | .544     | -        | 6        |
| Mayos de Navojoa       | 67       | 36       | 31       | -        | .537     | 0.5      | 6        |
| Algodoneros de Guasave | 68       | 36       | 32       | -        | .529     | 1.0      | 6        |
| Cañeros de Los Mochis  | 69       | 36       | 33       | -        | .522     | 1.5      | 6        |
| Tomateros de Culiacán  | 69       | 36       | 33       | -        | .522     | 1.5      | 6        |

| Avanza a Play-offs |

Nota: El empate entre Culiacán y Los Mochis se definió por el criterio del dominio.

## Playoffs
|  | Primer Play Off | Primer Play Off | Primer Play Off |          |            | Semifinales | Semifinales | Semifinales |  |            | Final      | Final | Final |  |
|  |                 |                 |                 |          |            |             |             |             |  |            |            |       |       |  |
|  |                 |                 |                 |          |            |             |             |             |  |            |            |       |       |  |
|  | Obregón         | Obregón         | 3               |          |            |             |             |             |  |            |            |       |       |  |
|  | Obregón         | Obregón         | 3               |          |            |             |             |             |  |            |            |       |       |  |
|  | Hermosillo      | Hermosillo      | 5               |          |            |             |             |             |  |            |            |       |       |  |
|  | Hermosillo      | Hermosillo      | 5               |          | Hermosillo | Hermosillo  | 5           |             |  |            |            |       |       |  |
|  |                 |                 |                 |          | Hermosillo | Hermosillo  | 5           |             |  |            |            |       |       |  |
|  |                 |                 | Guaymas         | Guaymas  | 0          |             |             |             |  |            |            |       |       |  |
|  | Guaymas         | Guaymas         | Guaymas         | Guaymas  | 0          | 5           |             |             |  |            |            |       |       |  |
|  | Guaymas         | Guaymas         |                 |          |            |             |             |             |  |            |            |       |       |  |
|  | Mexicali        | Mexicali        | 4               |          |            |             |             |             |  |            |            |       |       |  |
|  | Mexicali        | Mexicali        | 4               |          |            |             |             |             |  | Hermosillo | Hermosillo | 4     |       |  |
|  |                 |                 |                 |          |            |             |             |             |  | Hermosillo | Hermosillo | 4     |       |  |
|  |                 |                 | Navojoa         | Navojoa  | 1          |             |             |             |  |            |            |       |       |  |
|  | Los Mochis      | Los Mochis      | Navojoa         | Navojoa  | 1          | 2           |             |             |  |            |            |       |       |  |
|  | Los Mochis      | Los Mochis      |                 |          |            |             |             |             |  |            |            |       |       |  |
|  | Mazatlán        | Mazatlán        | 5               |          |            |             |             |             |  |            |            |       |       |  |
|  | Mazatlán        | Mazatlán        | 5               |          | Navojoa    | Navojoa     | 5           |             |  |            |            |       |       |  |
|  |                 |                 |                 |          | Navojoa    | Navojoa     | 5           |             |  |            |            |       |       |  |
|  |                 |                 | Mazatlán        | Mazatlán | 4          |             |             |             |  |            |            |       |       |  |
|  | Guasave         | Guasave         | Mazatlán        | Mazatlán | 4          | 3           |             |             |  |            |            |       |       |  |
|  | Guasave         | Guasave         |                 |          |            |             |             |             |  |            |            |       |       |  |
|  | Navojoa         | Navojoa         | 5               |          |            |             |             |             |  |            |            |       |       |  |
|  | Navojoa         | Navojoa         | 5               |          |            |             |             |             |  |            |            |       |       |  |
|  |                 |                 |                 |          |            |             |             |             |  |            |            |       |       |  |

### Primer Play-off
| Zona Norte               | Zona Norte | Zona Norte | Zona Norte | Zona Norte | Zona Norte |
| Equipo                   | JJ         | JG         | JP         | PCT        | JV         |
| ------------------------ | ---------- | ---------- | ---------- | ---------- | ---------- |
| Naranjeros de Hermosillo | 8          | 5          | 3          | .625       | -          |
| Ostioneros de Guaymas    | 9          | 5          | 4          | .556       | -          |
| Águilas de Mexicali      | 9          | 4          | 5          | .444       | 1.0        |
| Yaquis de Ciudad Obregón | 8          | 3          | 5          | .375       | 2.0        |

| Zona Sur               | Zona Sur | Zona Sur | Zona Sur | Zona Sur | Zona Sur |
| Equipo                 | JJ       | JG       | JP       | PCT      | JV       |
| ---------------------- | -------- | -------- | -------- | -------- | -------- |
| Venados de Mazatlán    | 7        | 5        | 2        | .714     | -        |
| Mayos de Navojoa       | 8        | 5        | 3        | .625     | -        |
| Algodoneros de Guasave | 8        | 3        | 5        | .375     | 2.0      |
| Cañeros de Los Mochis  | 7        | 2        | 5        | .286     | 3.0      |

| Avanza a semifinal |

### Semifinal
| Zona Norte               | Zona Norte | Zona Norte | Zona Norte | Zona Norte | Zona Norte |
| Equipo                   | JJ         | JG         | JP         | PCT        | JV         |
| ------------------------ | ---------- | ---------- | ---------- | ---------- | ---------- |
| Naranjeros de Hermosillo | 5          | 5          | 0          | 1.000      | -          |
| Ostioneros de Guaymas    | 5          | 0          | 5          | .000       | 5.0        |

| Zona Sur            | Zona Sur | Zona Sur | Zona Sur | Zona Sur | Zona Sur |
| Equipo              | JJ       | JG       | JP       | PCT      | JV       |
| ------------------- | -------- | -------- | -------- | -------- | -------- |
| Mayos de Navojoa    | 9        | 5        | 4        | .556     | -        |
| Venados de Mazatlán | 9        | 4        | 5        | .444     | 1.0      |

| Avanza a la final |

## Final
| Equipos                  | JJ | JG | JP | PCT  | JV  |
| ------------------------ | -- | -- | -- | ---- | --- |
| Naranjeros de Hermosillo | 5  | 4  | 1  | .800 | -   |
| Mayos de Navojoa         | 5  | 1  | 4  | .200 | 3.0 |

| Campeón |

## Cuadro de Honor
| Equipos                  | Posición   |
| ------------------------ | ---------- |
| Naranjeros de Hermosillo | Campeón    |
| Mayos de Navojoa         | Subcampeón |
| Venados de Mazatlán      | 3° Lugar   |
| Ostioneros de Guaymas    | 4° Lugar   |
| Águilas de Mexicali      | 5° Lugar   |
| Algodoneros de Guasave   | 6° Lugar   |
| Yaquis de Ciudad Obregón | 7° Lugar   |
| Cañeros de Los Mochis    | 8° Lugar   |
| Tomateros de Culiacán    | 9° Lugar   |
| Potros de Tijuana        | 10° Lugar  |

## Designaciones
A continuación se muestran a los jugadores más valiosos de la temporada.
| Designación         | Ganador                | Equipo                   |
| ------------------- | ---------------------- | ------------------------ |
| Jugador Más Valioso | Narciso Elvira         | Naranjeros de Hermosillo |
| Pitcher del Año     | Salome Barojas         | Venados de Mazatlán      |
| Novato del año      | Andrés Cruz            | Venados de Mazatlán      |
| Mánager del Año     | Tony Oliva             | Algodoneros de Guasave   |
| Mánager Campeón     | Tim Johnson            | Naranjeros de Hermosillo |
| Campeón de Bateo    | Dave Hollins           | Águilas de Mexicali      |
| Campeón de Pitcheo  | Narciso Elvira         | Naranjeros de Hermosillo |
| Gerente del año     | Andrés Sandoval Loredo | Algodoneros de Guasave   |